# Ed Zijp
Ed Zijp (1938) is een Nederlands bestuurder. Zijp verwierf bekendheid als voorzitter van de Raad van Commissarissen van FC Groningen. 
Zijp was van 1 september 2003 tot 1 juli 2013 voorzitter in de Raad van Commissarissen van FC Groningen. Hij werd opgevolgd door Bert Middel. Voordat Zijp voorzitter werd, was hij bestuurslid waar hij in december 1996 mee begon. Hij hield zich bezig met de portefeuilles organisatorische zaken en personeel. Hij was tevens deels verantwoordelijk voor een gedeelte van de Financiële zaken.
Voordat Zijp bij FC Groningen kwam was hij oprichter en voormalig directeur van AGZ BV. Het bedrijf is een groothandel in tuinartikelen en handgereedschappen.